# (1347) Patria
(1347) Patria – planetoida z pasa głównego asteroid okrążająca Słońce w ciągu 4 lat i 46 dni w średniej odległości 2,57 au. Została odkryta 6 listopada 1931 roku w Obserwatorium Simejiz na górze Koszka na Półwyspie Krymskim przez Grigorija Nieujmina. Nazwa planetoidy pochodzi od łacińskiego słowa patria oznaczającego ojczyznę. Przed nadaniem nazwy planetoida nosiła oznaczenie tymczasowe (1347) 1931 VW.